# 나주 불회사 건칠비로자나불좌상
나주 불회사 건칠비로자나불좌상(羅州 佛會寺 乾漆 毘盧遮那佛坐像)은 대한민국 전라남도 나주시 다도면 불회사에 있는 고려시대의 불상이다. 2008년 3월 12일 대한민국의 보물 제1545호로 지정되었다.

## 개요
불회사 대웅전의 주존으로 모셔진 이 불상은 고려 말 조선 초에 특히 많이 조성된 건칠불상이다. 양식적으로 이 불상은 다소 길어진 신체의 비례와 형태, 작아진 얼굴, 착의형식, 옷 주름의 표현 등에서 고려후기 불상 양식을 계승한 조선 초기에 제작된 상으로 추정된다. 특히 주먹 쥔 왼손을 오른손으로 감싸 쥔 형태의 지권인(智拳印)의 수인(手印)은 고려후기의 화엄경 변상도에 등장하는 비로자나불의 수인인데, 불회사 상은 현존하는 조각에서 이 수인이 표현된 이른 예일 뿐만 아니라 조각적으로도 우수한 불상이다.

## 같이 보기
- 불회사
- 고려 시대의 불교

## 참고 자료
- 나주 불회사 건칠비로자나불좌상 - 국가유산청 국가유산포털